# ユウナル東海
ユウナル東海（ユウナルとうかい）は、愛知県東海市にある市街地再開発事業で建設された再開発ビルである。
名鉄常滑線・河和線 太田川駅西側に位置している。

## 概要
東海太田川駅西地区第一種市街地再開発事業に伴い建設された地下1階、地上16階の複合ビルである・

## 商業施設

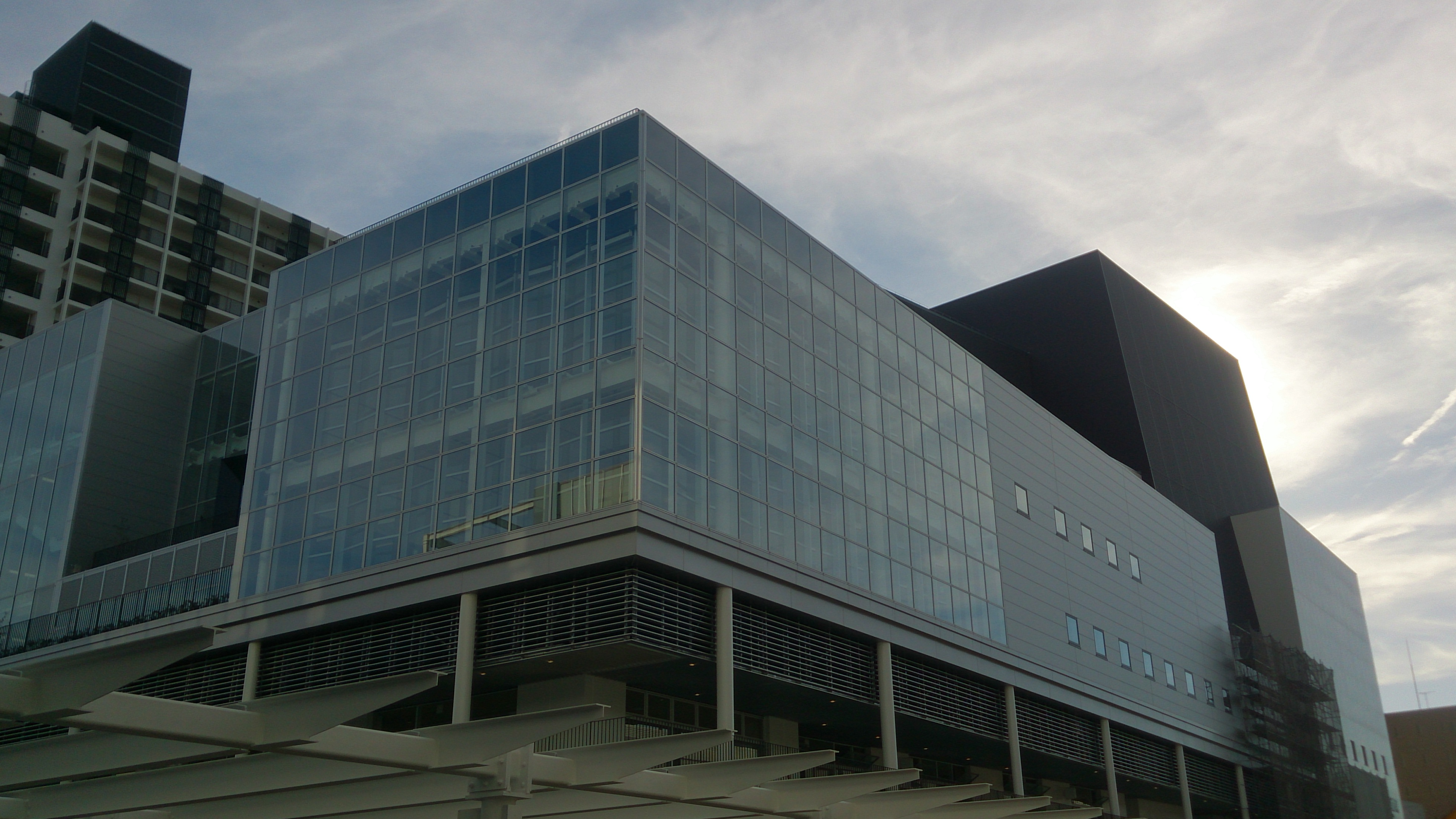
商業施設側

店舗は1階から2階になる予定で店舗面積は約1,800㎡になる予定である。
また、都市計画道路太田川駅西歩道や駅前広場を挟んだ正面側に商業施設を計画して、集客性の確保や駅周辺の賑わい創出をめざしている。

## 東海市芸術劇場
東海市芸術劇場（とうかいしげいじゅつげきじょう、英語：Tokai City Arts Theater）は、ユウナル東海の地下1階・地上5階建部分に2015年（平成27年）10月4日に開館した劇場である。東海市の文化芸術拠点として整備され、2014年（平成26年）10月3日に名古屋フィルハーモニー交響楽団と「東海市ひとづくりパートナーシップ協定」を締結し、オーケストラ等クラシック音楽の演奏会などを提携して進めて行くことになった。
太田川駅に隣接する再開発ビル内のため、名古屋駅などから特急で約20分という郊外としては利便性が高いことも売りとしている。

### 劇場施設
- 大ホール：1,025席
- 多目的ホール：最大274席

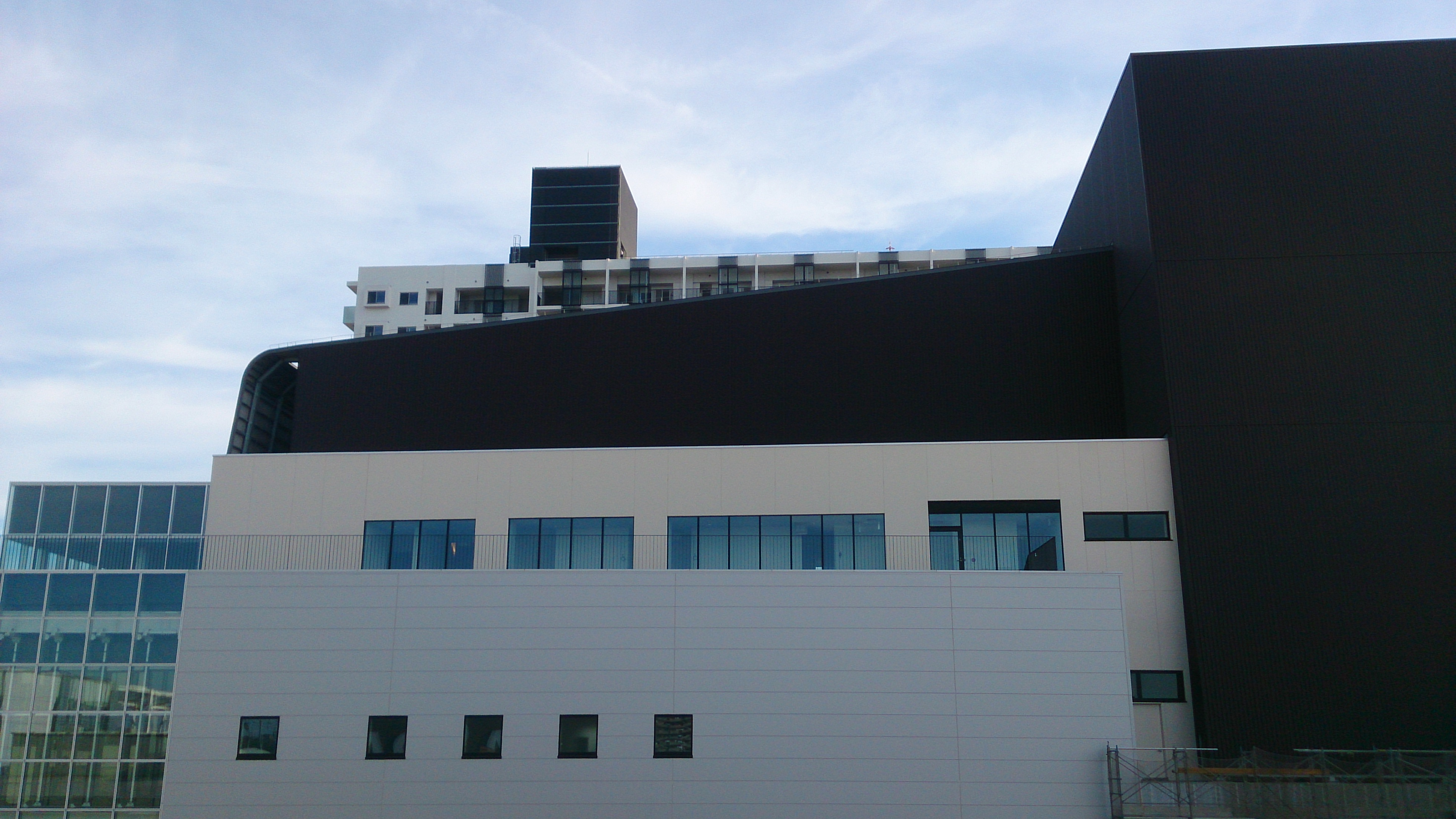
劇場部分の外観

  - 演出により舞台位置をエンドステージやセンターステージに変えられるため、座席数は状況により異なる。
- リハーサル室は、客席を設ける催事利用も可能である。
- 練習室：大練習室は80人程度、中練習室は50人程度、小練習室は25人程度。
- 美術室[7]

## 駐車場
- 140台[1]。

## 共同住宅
ローレルタワー太田川駅前1階から16階部分（1階から4階は住宅共用部であり、6階から16階が住宅である）。106戸。

## 名称の由来
「ユウナル東海」の愛称は一般公募全1,435通のなかより決められた。
- 東海市出身の細井平洲が米沢藩藩主になろうとしていた上杉鷹山に送った「勇なるかな 勇なるかな 勇にあらずして何をもって行わんや」のほか、ユウにはあなた（you）という意味がある。

- 「ナル」には上杉鷹山が子の上杉顕孝に送った「なせばなる なさねばならぬ 何ごとも ならぬは人の なさぬなりけり」から「できる」という意味の「なる」をかけている。

- 何事もやればできるのだから、勇気をもって、新たな文化など様々なことに挑戦して欲しいという思いが込められている。

## 交通アクセス
- 名鉄常滑線・河和線「太田川駅」下車、徒歩で約1分。
- らんらんバス・知多乗合（知多バス）「太田川駅前」停留所より徒歩で約1分。